# Tocileni (Botoșani)
Tocileni es una localidad rumana de la comuna de Stăuceni, en el condado de Botoșani.

## Historia
Hacia finales del siglo XIX, la localidad, que ya por entonces pertenecía al condado de Botoșani, formaba parte de la comuna de Bălușeni y tenía contabilizada una población de 347 habitantes.
En la segunda mitad del siglo XX había pasado a formar parte de la comuna de Stăuceni. En el censo de 2021 la localidad tenía una población de 1125 habitantes.